# Mälardalstrafik
Mälardalstrafik AB (MÄLAB) est une entreprise ferroviaire détenue conjointement par les autorités régionales des transports en commun de Mälardalen. Elle a pour mission la gestion et le développement du trafic ferroviaire régional.

## Histoire
L'entreprise a été fondée en 1991 sous le nom Tåg i Mälardalen AB avant de signer un accord avec SJ en 1995 pour le trafic ferroviaire régional à Mälardalen. Les deux ont lancé par la suite la société Trafik i Mälardalen AB pour la collaboration en billetterie et trafic. Cette collaboration a pris fin le 30 septembre 2017 et a été remplacée par des accords directs entre Mälardalstrafik et SJ sur le trafic et la carte Movingo.

## Propriétaire
L'entreprise est détenue conjointement par la région de Stockholm (35%), la région de Sörmland (13%), la région d'Uppsala (13%), la région de Västmanland (13%), la région d'Örebro (13%) et la région d'Östergötland (13%),.

## Accords
L'entreprise a signé un accord avec SJ pour la période 2017-2021 sur les lignes de trafic régionales non rentables de Mälardalen.
Les lignes concernées sont : 
- Svealandsbanan, Örebro - Eskilstuna - Stockholm et quelques trains vers/depuis Uppsala
- Nyköpingsbanan, Norrköping - Nyköping - Stockholm
- Sörmlandspilen, Hallsberg - Katrineholm - Stockholm
- Sala - Västerås - Eskilstuna - Katrineholm - Norrköping - Linköping.